# Cantone di Vaubecourt
Il Cantone di Vaubecourt era una divisione amministrativa dell'arrondissement di Bar-le-Duc.
È stato soppresso a seguito della riforma complessiva dei cantoni del 2014, che è entrata in vigore con le elezioni dipartimentali del 2015.
Comprendeva i comuni di:
- Chaumont-sur-Aire
- Courcelles-sur-Aire
- Érize-la-Petite
- Les Hauts-de-Chée
- Laheycourt
- Lisle-en-Barrois
- Louppy-le-Château
- Noyers-Auzécourt
- Rembercourt-Sommaisne
- Sommeilles
- Vaubecourt
- Villotte-devant-Louppy